# Vitol
Vitol è una società olandese di commercio di commodity, fondata a Rotterdam nel 1966 da Henk Viëtor e Jacques Detiger. Parte fondamentale dell'attività sono il commercio fisico, la logistica e la distribuzione.

## Storia
Vitol è una società privata che appartiene in modo significativo a una parte dei suoi dipendenti, noti per la loro cultura della privacy e della segretezza, sia dai concorrenti che dal pubblico in generale. Nel marzo 2015, il Financial Times ha suggerito che Vitol sembrava effettuare una distribuzione di dividendi di 1,2 miliardi di dollari.
Nel corso degli anni la Vitol ha costruito 40 sedi in tutto il mondo e le sue operazioni più importanti sono svolte a Ginevra, Houston, Londra e Singapore. Con un fatturato di 231 miliardi di dollari nel 2018, è la più grande commerciante di energia indipendente al mondo e si collocherebbe al nono posto nella lista Fortune Global 50. Poiché Vitol non pubblica ampiamente i suoi profitti, proprio come la maggior parte dei suoi concorrenti nel commercio di materie prime, è annualmente esclusa dalle classifiche.
Ma la società fornisce informazioni finanziarie ai suoi finanziatori e ad alcuni gruppi energetici con i quali opera. L'azienda spedisce più di 350 milioni di tonnellate di petrolio greggio all'anno e controlla 250 superpetroliere e altre navi per spostarlo in tutto il mondo. In media gestisce più di 7 milioni di barili al giorno di petrolio e prodotti - più o meno equivalenti al consumo giornaliero del Giappone - il terzo consumatore mondiale di petrolio dopo gli Stati Uniti e Cina.
Il 12 febbraio 2024, la famiglia Moratti ha trovato un accordo con Vitol per la cessione del 35% delle quote del capitale azionario di Saras ad un prezzo di 1,75€ per azione, dalla vendita i Moratti incassano all'incirca 582 milioni di euro. Inoltre, a determinate condizioni, la famiglia Moratti si è impegnata a cedere un'ulteriore 5% di Saras, oggetto di finanziamento garantito con Bank of America a febbraio 2023.

## Attività

### Trading
Oltre alle attività globali di commercio di greggio e prodotti, l'azienda commercia:
- carbone;
- gas naturale;
- energia elettrica;
- etanolo;
- metanolo;
- benzina;
- GNL;
- GPL;
- nafta;
- bitume;
- oli base;
- emissioni di carbonio.

### Terminali e infrastruttura
In totale, Vitol dispone circa di 16 milioni di metri cubi di capacità di stoccaggio in tutto il mondo.
Vitol è l'unico proprietario di VTTI BV, un'azienda di stoccaggio e terminali con una capacità di circa 8,7 milioni di metri cubi (MCM) in 11 paesi: Paesi Bassi (1.328 MCM + 1.118 MCM), Lettonia (1.195 MCM), Emirati Arabi Uniti (1.180 MCM) , Belgio (0,965 MCM), Malesia (0,893 MCM), Cipro (0,544 MCM), USA (0,452 MCM), Argentina (0,218 MCM), Kenya (0,111 MCM), Russia (0,049 MCM), Nigeria (0,016 MCM). MISC Berhad ha detenuto una partecipazione del 50% in VTTI da maggio 2010 ad agosto 2015.
Nel gennaio 2012 Vitol ha acquisito una partecipazione in una controllata della compagnia di navigazione sudafricana Grindrod, che le dà accesso a un terminal del carbone in Mozambico.

### Affinamento
Oltre agli uffici a Dubai e in Bahrein, la risorsa strategica chiave di Vitol in Medio Oriente è la Fujairah Refinery Company Limited (FRCL), che gestisce una raffineria da 82.000 barili al giorno e un parco serbatoi da 1.034.000 metri cubi. FRCL ha in atto ulteriori piani di sviluppo, che includono un'espansione di 140.000 metri cubi del parco serbatoi, la ristrutturazione delle unità di raffinazione esistenti e l'installazione di unità di elaborazione aggiuntive. Vitol ha anche investito in attività di raffinazione a Bayernoil (Germania), Cressier (Svizzera), Anversa (Belgio) e nella raffineria di Geelong vicino a Melbourne (Australia). Nel 2018, Vitol ha acquistato il Rotterdam Condensate Splitter da 85.000 barili al giorno da Koch Industries.

### Esplorazione e produzione
Vitol, attraverso le sue consociate interamente controllate Arawak Energy Limited e Vitol E&P, ha interessi in vari progetti di esplorazione e produzione in tutto il mondo. Arawak Energy si concentra principalmente sulla FSU dove produce petrolio e gas in Ucraina, Kazakistan e Azerbaigian, mentre Vitol E&P detiene un portafoglio di attività di esplorazione e sviluppo lungo il margine di trasformazione dell'Africa occidentale in Ghana e Costa d'Avorio.
Nel febbraio 2014, è stato riferito che Vitol, di concerto con l'Abu Dhabi Investment Council , aveva acquistato le attività a valle di Shell Australia (aviazione esclusa) per un totale di circa 2,9 miliardi di dollari australiani . L'acquisto includeva la raffineria Geelong di Shell e la sua attività di vendita al dettaglio di 870 siti, insieme alle sue attività di combustibili sfusi, bitume, prodotti chimici e parte delle sue attività di lubrificanti in Australia. L'azienda opera come Viva Energy Australia, sebbene il marchio Shell rimanga su molti dei suoi prodotti al dettaglio.
Sempre a gennaio 2015, Vitol in collaborazione con Eni ha firmato un accordo da 7 miliardi di dollari con il governo, per la produzione di petrolio e gas a Cape Three Points nella regione occidentale del Ghana. Il contratto dovrebbe aiutare a soddisfare il crescente fabbisogno energetico del Ghana.

### Aviazione
Vitol Aviation si concentra su Europa, Nord America e Africa, servendo le più grandi compagnie aeree e clienti militari del mondo lavorando principalmente sulla distribuzione del carburante negli aeroporti. Da diversi anni la Vitol Aviation svolge anche il lavoro di Cargo principalmente in Nord America.
Ogni anno la Vitol movimenta oltre 14 milioni di tonnellate di carburante per aviogetti. Vitol commercia carburante per aviogetti da oltre 30 anni ed in poco tempo si è posta come il più grande commerciante indipendente al mondo di prodotti energetici, costruendo un'infrastruttura di fornitura unica, che gli consente di rispondere in modo rapido ed efficiente agli squilibri del mercato e di portare valore all'utente finale.

### Energia elettrica
Nel 2013 Vitol ha investito nella sua prima centrale elettrica, VPI Immingham nel Regno Unito. La cogenerazione dell'impianto (CHP) è uno dei più grandi del suo genere in Europa, in grado di generare 1.240 MW e fino a 930 tonnellate di vapore all'ora che viene utilizzato da raffinerie vicine. L'impianto a gas fornisce circa il 2,5% del picco della domanda di elettricità nel Regno Unito.

## Dati chiave
Nel 2018, Vitol ha scambiato:
- Petrolio: 351 milioni di tonnellate di petrolio greggio e vendite di prodotti
- Gas naturale: oltre 20 miliardi di metri cubi di gas fisico a livello globale
- GPL: 14 milioni di tonnellate
- Nafta: 15 milioni di tonnellate
- Benzina: 1 milione di barili di benzina fisica scambiati al giorno
- Carbone: oltre 30 milioni di tonnellate
- Potenza: 93 TWh di vendita di energia elettrica contratta
- Carbonio: 49 mm di tonnellate di volume di carbonio contratto
- Metanolo: 1,4 milioni di tonnellate
- Prodotti chimici: 4 milioni di tonnellate (benzene e paraxilene)

## Controversie
- Un articolo del 2001 sull'Observer affermava che nel 1995 Vitol aveva segretamente pagato 1 milione di dollari al criminale di guerra serbo Arkan per concludere un accordo con una compagnia petrolifera serba, Orion. Vitol ha negato tutte le accuse, sostenendo che nessun ente governativo ha mai perseguito la società in questo senso.
- Nel 2007, Vitol si è dichiarata colpevole di grande furto in un tribunale di New York per aver pagato sovrattasse alla compagnia petrolifera nazionale irachena durante il regime di Saddam e per aver aggirato il programma Oil-for-Food delle Nazioni Unite .Vitol ha successivamente pagato 17,5 milioni di dollari in restituzione per le sue azioni.
- Secondo un articolo del Financial Times, Vitol è stata la società ad organizzare la prima controversa vendita di petrolio ribelle libico alla Tesoro Corporation all'inizio di aprile 2011. Secondo il Financial Times , la compagnia è stata contattata dalla compagnia petrolifera nazionale del Qatar vendere un carico di greggio fornito dai libici in cambio di forniture tecnologiche e carburante per il Consiglio nazionale di transizione della Libia .
- Nel settembre 2012, un articolo su Reuters affermava che la società aveva acquistato e venduto olio combustibile iraniano, aggirando un embargo dell'UE contro Teheran. Vitol ha acquistato 2 milioni di barili utilizzando un trasferimento da nave a nave al largo della costa della Malesia da una nave della National Iranian Tanker Company e lo ha venduto a commercianti cinesi. L'articolo affermava che, poiché Vitol ha sede in Svizzera, che non ha applicato le sanzioni occidentali, Vitol aveva evitato le accuse.
- Nel 2013, The Telegraph ha affermato che la società utilizzava da oltre un decennio un Employee Benefit Trust, evitando di pagare l'imposta sul reddito per il suo personale britannico.
- Nel 2018, il Comitato per la risoluzione delle controversie e le sanzioni della CRE, la Commissione francese per la regolamentazione dell'energia, ha inflitto a VITOL SA un'ammenda di 5 milioni di euro per aver operato manipolazioni del mercato nel punto di scambio virtuale del gas meridionale francese ("PEG Sud") tra il 1 ° giugno 2013 e il 31 marzo 2014. Vitol fa appello contro questa decisione.

## Vitol Asia Pte Ltd
Vitol Asia Pte Ltd opera come azienda di energia e materie prime. La Società offre raffinazione, commercio, spedizione e stoccaggio di petrolio greggio e prodotti energetici. Vitol Asia serve clienti in tutto il mondo.
L'azienda è stata fondata il 21 aprile 1990 e ha sede a Singapore. L'amministratore delegato dell'azienda è Hui Meng Kho.